# 小行星7739
小行星7739（7739 Čech）是一颗绕太阳运转的小行星，为主小行星带小行星。该小行星于1982年2月14日发现。

## 轨道参数
小行星7739的轨道半长轴为2.3247741 UA，离心率为0.126。